# Encuentro secreto del 20 de febrero de 1933

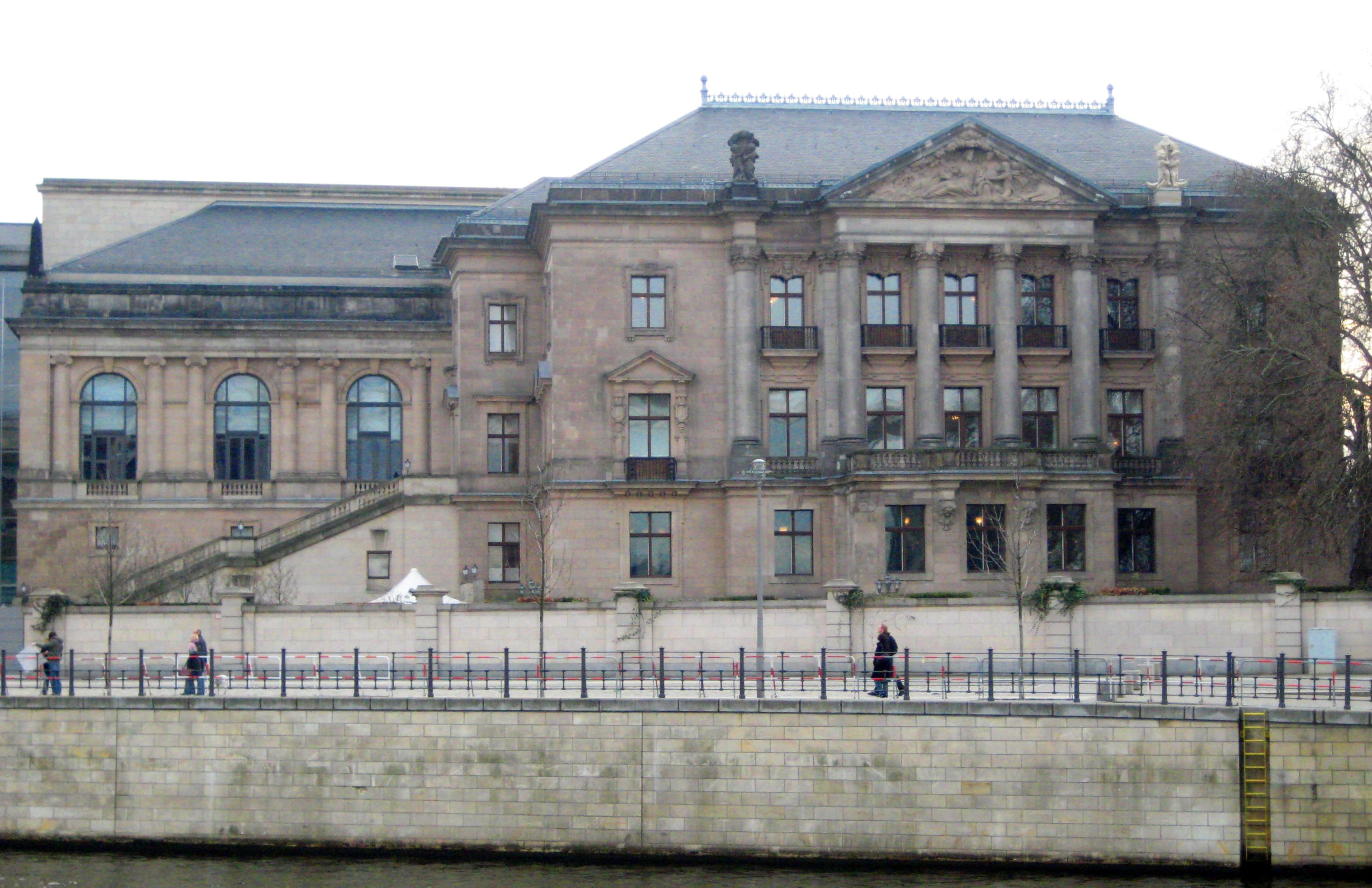
Palacio Presidencial del Reichstag, lugar donde se celebró el encuentro.

El encuentro secreto del 20 de febrero de 1933 fue una reunión que mantuvo Adolf Hitler con un grupo de unos veintisiete empresarios en la residencia oficial de Hermann Göring, el Palacio Presidencial del Reichstag, con el objetivo de conseguir financiación para que el Partido Nacionalsocialista Obrero Alemán (NSDAP) afrontara las elecciones parlamentarias de Alemania de marzo de 1933.
En esa reunión se acordó la creación de un fondo de 3 000 000 de Reichsmarks para que el NSDAP y el Kampffront Schwarz-Weiß-Rot afrontaran los gastos electorales, de los cuales se sabe que se pagaron al menos 2 000 000 de Reichsmarks. El 75% del dinero fue a parar al NSDAP. Estos dos partidos necesitaban alcanzar una mayoría de 2/3 para conseguir aprobar la Ley de Autorización, que permitiría a Hitler emitir decretos sin contar con el Reichstag. Junto con la petición de los industriales, evidencia el papel que jugó el gran capital en el ascenso de los nazis al poder.

## Participantes
En el encuentro participaron Hjalmar Schacht, Gustav Krupp von Bohlen und Halbach, Albert Vögler, Fritz Springorum, August Rosterg, Ernst Brandi, Karl Büren, Günther Heubel, Georg von Schnitzler, Hugo Hermann Stinnes, Eduard Schulte, Fritz von Opel, Ludwig von Winterfeld, Wolf-Dietrich von Witzleben, Wolfgang Reuter, Günther Quandt, August Diehn, Hans von und zu Löwenstein, Ludwig Grauert, Friedrich Flick, Kurt Schmitt, August von Finck, Erich Fickler, Paul Stein y Herbert Kauert.
Paul Reusch estaba invitado pero no acudió alegando que tenía que viajar al extranjero; Carl Friedrich von Siemens rechazó la invitación tajantemente. Robert Bosch rechazó la invitación en una carta enviada a Wilhelm Keppler.